# Giovanni Visconti
Giovanni Visconti, född 13 januari 1983 i Turin, är en italiensk proffscyklist som sedan 2012 cyklar för det spanska UCI ProTour-stallet Movistar Team. Visconti blev professionell 2005 då han började cykla för Domina Vacanze.

## Karriär
Giovanni Visconti har vunnit Coppa Sabatini två gånger, 2006 och 2007. Under säsongen 2004 vann han Flandern runt för amatörer.
Visconti vann de italienska mästerskapen i landsvägscykling 2007 och slog där Paolo Bossoni och Davide Rebellin. Han vann samma tävling även 2010 och 2011.
Under Giro d'Italia 2008 bar han den rosa ledartröjan under åtta etapper. Senare under tävlingen slutade Visconti tvåa efter Jens Voigt på etapp 18. Under året vann han GP de Fourmies men också etapp 3 av Vuelta a Andalucia. Han slutade tvåa på GP Wallonie efter landsmannen Stefano Garzelli i mitten av september. I september 2008 blev det klart att Visconti skulle fortsätta sin karriär i det italiensk-ukrainska laget ISD-Danieli.
I februari 2009 slutade Visconti trea på etapp 3 av Giro di Sardegna bakom landsmännen Oscar Gatto och Alessandro Ballan. Under mars månad slutade han trea på etapp 2 av Settimana Internazionale Coppi e Bartali bakom Damiano Cunego och Jose Serpa. Han slutade också trea på etapp 5 av det italienska etapploppet. Visconti slutade tvåa på den sjätte, och sista, etappen av Settimana Ciclista Lombarda bakom landsmannen Luca Paolini. Han blev även tvåa på Memorial Pantani-Trofeo Mercatone Uno bakom Roberto Ferrari i juni 2009. I  Tour de Slovénie vann han etapp 2. I augusti slutade Giovanni Visconti på tredje plats på GP Industria e Commercio Artigianato Carnaghese. I augusti vann han också Coppa Agostoni och Trofeo Melinda. Han vann GP Industria & Commercio di Prato i september 2009. Giovanni Visconti slutade på andra plats på Coppa Sabatini bakom belgaren Philippe Gilbert och på andra plats på GP Beghelli bakom spanjoren Francisco José Ventoso. När säsongen började nämna sig sitt slut blev det klart att Giovanni Visconti hade vunnit UCI Europe Tour. Säsongen avslutades på Japan Cup, där han slutade på åttonde plats.

## Meriter
2003
1:a, Europeiska U23-mästerskapens linjelopp
1:a, GP Kranj
1:a, Italienska U23-mästerskapens linjelopp
1:a, GP Inda-Trofeo Aras Frattini
1:a, Trofeo G. Bianchin
2004
2:a, Menton-Savona
1:a, GP Kranj
2005
3:a, Firenze-Pistoia
2006
2:a, Trofeo Melinda
2:a, GP Industria & Commercio di Prato
1:a, Coppa Sabatini
2007
1:a,  Nationsmästerskapens linjelopp
1:a, etapp 2a, Brixia Tour
1:a, Coppa Sabatini
2:a, etapp 19, Giro d'Italia
2008
1:a, etapp 3, Vuelta a Andalucia
1:a, GP de Fourmies
2:a, Trofeo Pollença
2:a, GP Pino Cerami
2:a, etapp 18, Giro d'Italia
2:a, Nationsmästerskapens linjelopp
2:a, GP de Wallonie
3:a, etapp 5, Vuelta a Andalucia
2009
1:a, Tour de Slovénie
1:a, Coppa Agostoni
1:a, Trofeo Melinda
1:a, GP Industria & Commercio di Prato
1:a, Coppa Sabatini
1:a, UCI Europe Tour
2:a, etapp 6, Settimana Ciclista Lombarda
2:a, Memorial Pantani-Trofeo Mercatone Uno
2:a, GP Beghelli
3:a, etapp 3, Giro di Sardegna
3:a, etapp 2, Settimana Internazionale Coppi e Bartali
3:a, etapp 5, Settimana Internazionale Coppi e Bartali
3:a, GP Industria e Commercio Artigianato Carnaghese
2010
1:a,  Nationsmästerskapens linjelopp
1:a,  Turkiet runt
1:a Classica Sarda
2011
1:a,  Nationsmästerskapens linjelopp

## Stall
- De Nardi 2004
- Domina Vacanze 2005
- Team Milram 2006
- Quick Step-Innergetic 2007–2008
- ISD-Neri 2009–2010
- Farnese Vini-Neri Sottoli 2011
- Movistar Team 2012–